# Nagroda Humboldta
Nagroda Humboldta (niem. Humboldt-Forschungspreis) – nagroda naukowa przyznawana przez Fundację Alexandra von Humboldta.
Nagroda przyznawana jest w uznaniu całego dorobku naukowca, którego fundamentalne odkrycia, nowe teorie lub spostrzeżenia miały znaczący wpływ na jego własną dyscyplinę naukową, i które będą wpływać na tworzenie nowatorskich osiągnięć w przyszłości.
Rocznie jest przyznawane do 100 nagród, o wartości 60 000 euro.